# Norra Norrbottens kontrakt
Norra Norrbottens kontrakt är ett kontrakt inom Svenska kyrkan i Luleå stift. 

## Administrativ historik
Kontraktet bildades 1 januari 2017 genom en namnändring av Kalix-Torne kontrakt samtidigt som den utökades med församlingar från den samtidigt upplösta Norra Lapplands kontrakt.
1 januari 2022 uppgick Malmbergets församling i Gällivare församling.
Kontraktskoden är 1107.
Ingående församlingar framgår av navigationsboxen nedan

## Kontraktsprostar
| Ämbetstid | Namn           | Levnadstid | Övrigt                        |
| --------- | -------------- | ---------- | ----------------------------- |
| 2022–     | Lena Tjärnberg | 1976–      | Kyrkoherde i Kiruna pastorat. |